# Du'ao
Du'ao (chinois : 堵敖), (???-672 av. J.C), aussi connu sous le nom de Zhuang'ao (chinois : 莊敖), est le troisième Roi de l'état de Chu. Il règne de 677 a 672 av J.C., au début de la Période des Printemps et Automnes, de l'histoire de la Chine.Son nom de naissance est Xiong Jian (chinois traditionnel : 熊艱), "Du'ao" étant son nom posthume.  
Du'ao monte sur le trône à la mort de son père, le Roi Wen de Chu.  En 672 av J.C, il essaye de tuer son frère cadet Xiong Yun, qui s'enfuit dans l'état de Sui (en). Avec l'aide du Sui, Xiong Yun attaque et tue Du'ao, puis prend le pouvoir et devient le Roi Cheng de Chu.